# Sloanea dasycarpa
Sloanea dasycarpa là một loài thực vật có hoa trong họ Côm. Loài này được (Benth.) Hemsl. miêu tả khoa học đầu tiên năm 1900.